# آدو أوناإو
آدو أوناإو (باليابانية: オナイウ 阿道) (مواليد 8 نوفمبر 1995)، هو لاعب كرة قدم ياباني يلعب حاليًا كمهاجم. لنادي يوكوهاما إف مارينوس

## وصلات خارجية
- آدو أوناإو على موقع رابطة كرة القدم اليابانية للمحترفين (اليابانية)
- آدو أوناإو على موقع قاعدة بيانات كرة القدم.إي يو (الإنجليزية)
- آدو أوناإو على موقع ليكيب (الفرنسية)
- آدو أوناإو على موقع ناشيونال فوتبول تيمز (الإنجليزية)
- آدو أوناإو على موقع Soccerbase.com (لاعب) (الإنجليزية)
- آدو أوناإو على موقع Soccerway.com (الإنجليزية)
- آدو أوناإو على موقع عالم كرة القدم.نت (الإنجليزية)
- آدو أوناإو على موقع كووورة
- آدو أوناإو على موقع AS.com (الإسبانية)